# Selbstporträt als Tahitianerin
Selbstporträt als Tahitianerin ist ein Gemälde der indisch-ungarischen Künstlerin Amrita Sher-Gil aus dem Jahr 1934. Es zeigt die Künstlerin mit nacktem Oberkörper vor einem japanisch anmutenden Hintergrund und greift Motive aus den Werken Paul Gauguins und Vincent van Goghs auf. Es befand sich im Besitz von Navina und Vivan Sundaram, Nichte und Neffe Sher-Gils.

## Beschreibung
Das Gemälde zeigt Sher-Gil von der Hüfte aufwärts im Dreiviertelprofil. Ihr Oberkörper ist nackt, um die Hüfte hat sie ein weißes, polynesisch anmutendes Tuch gewickelt. Ihre Arme hält sie verschränkt vor ihrer Hüfte. Ihre langen schwarzen Haare hat sie zu einem Pferdeschwanz zusammengebunden. Ihre Lippen sind voll und rot. Den Blick richtet Sher-Gil links neben den Betrachter. Hinter ihr ist der Schatten eines Mannes zu erkennen. Im Hintergrund sieht man japanische Figuren, neben einem sitzenden Mann und zwei Frauen in Kimonos auch ein pagodenähnliches Gebäude und die strengen Linien eines japanischen Hofes.

## Entstehungshintergrund
Amrita Sher-Gil kam 1913 als Tochter eines Sikh-Aristokraten aus dem Punjab und einer jüdisch-ungarischen Opernsängerin in Budapest zur Welt. 1921 zog die Familie nach Shimla in Indien, wo sie den Großteil der nächsten acht Jahre verbrachte. Zwischen 1929 und 1934 lebte Sher-Gil zusammen mit ihrer Familie in Paris, um dort unter anderem an der École des Beaux-Arts Kunst zu studieren. In dieser Zeit malte sie neben Bildern von Modellen auch 19 Selbstporträts, von denen Selbstporträt als Tahitianerin 1934 als letztes entstand. Im selben Jahr kehrte sie nach Indien zurück, wo sie sich nun in ihren Gemälden vor allem dem Studium der dortigen einfachen Bevölkerung widmete. Selbstporträt als Tahitianerin entstand somit genau am Übergang ihres Werks von der Darstellung europäischer zur Darstellung indischer Modelle.

## Vorlagen und Interpretation

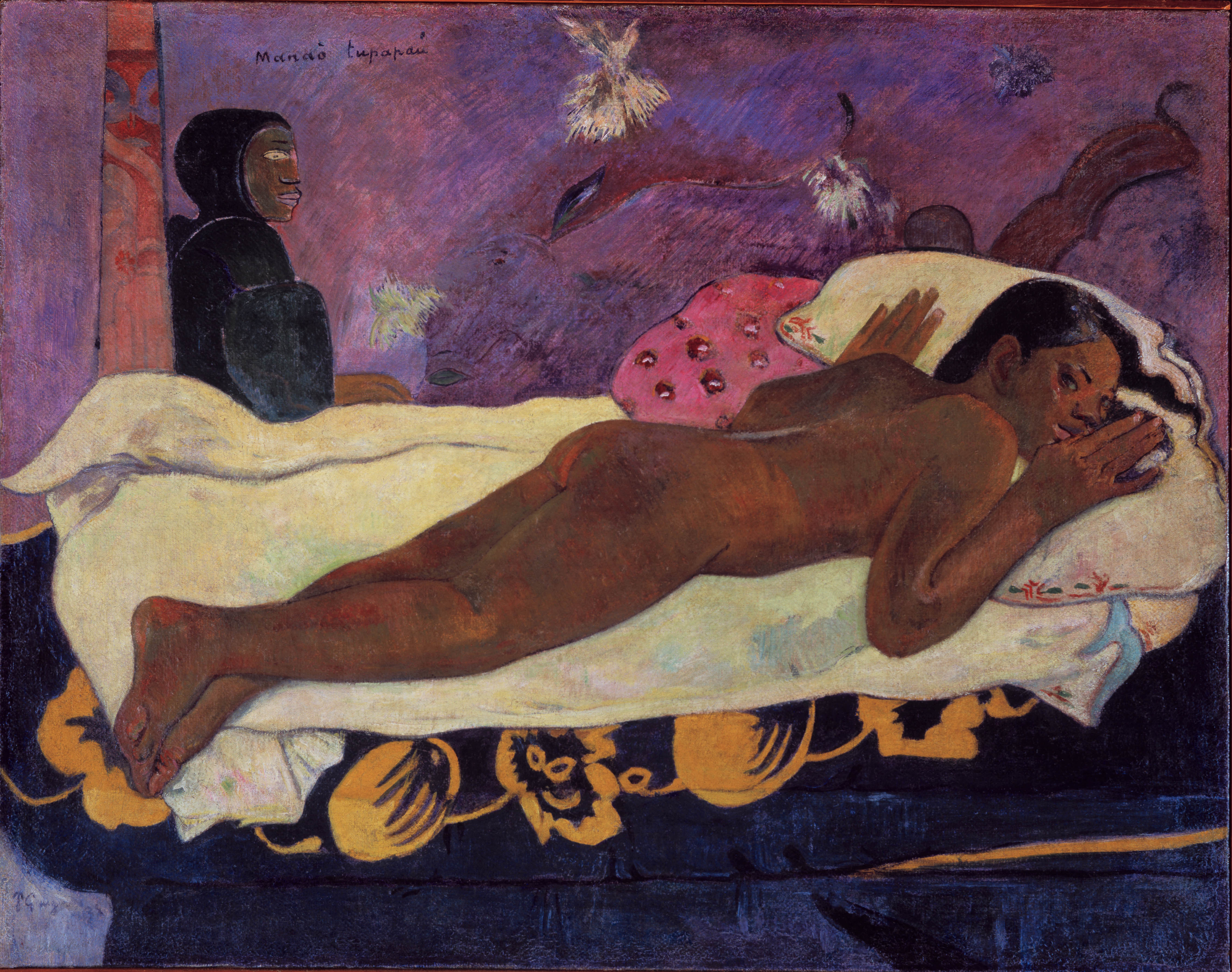
Gauguins Der Geist der Toten wacht (1892)
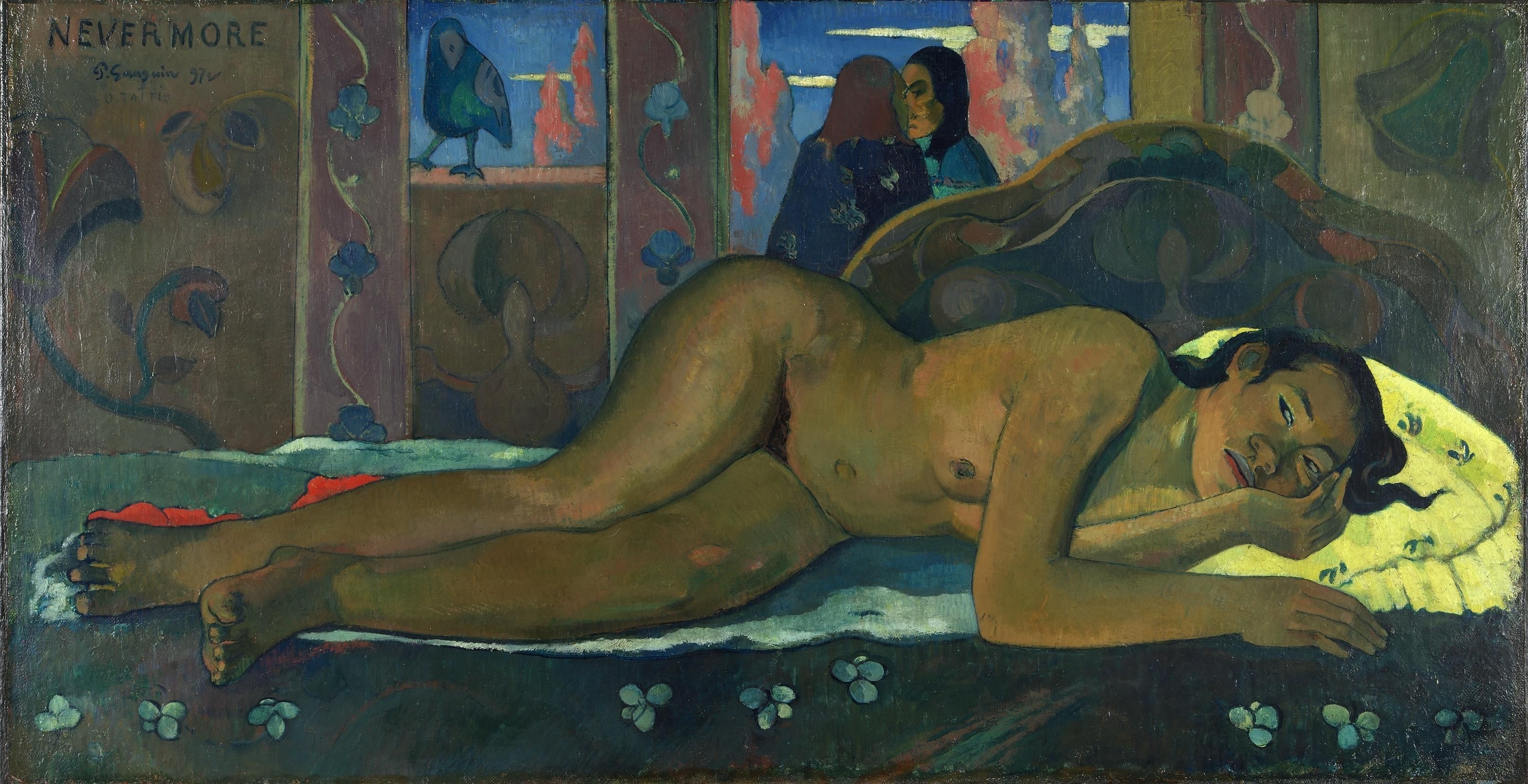
Gauguins Nevermore (1897)
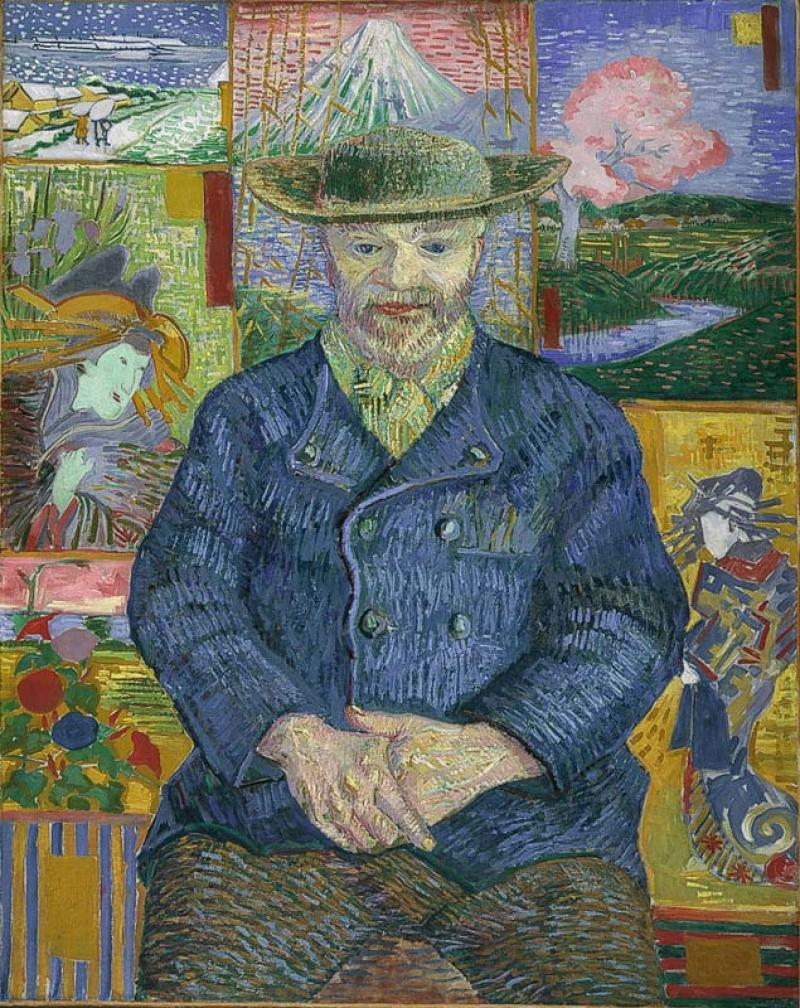
van Goghs Porträt des Père Tanguy (1887)

Amrita Sher-Gil war eine Anhängerin der Arbeiten des französischen Künstlers Paul Gauguin, was sich auch in ihren Werken niederschlug. Selbstporträt als Tahitianerin gilt als eindeutigster Verweis auf Gauguin in Sher-Gils Werk, da es die Bilder von Tahitianerinnen aufgreift, die Gauguin während zweier Aufenthalte in Tahiti gemalt hatte. Während dieser Aufenthalte hatte er mehrere junge Frauen als Geliebte. Die wohl bekannteste von ihnen ist Teha’amana, eine 13- oder 14-Jährige, die er auf einigen seiner Werke abbildete, unter anderem auf dem Gemälde Der Geist der Toten wacht. Gauguin präsentierte in diesen Werken die Südseeinsel als ein sexuelles Paradies. Dazu stellte er die Frauen auf seinen Bild oft auch so dar, als böten sie sich selbst für die „Konsumierung“ durch einen Mann an. Zudem sei ihre Schönheit in den Bildern eng mit ihr Nähe zur Natur und ihrer vermeintlich animalischen Sexualität verbunden. Beispiele dafür sind für Saloni Mathur neben Der Geist der Toten wacht auch Nevermore aus dem Jahr 1897. Durch ihre Haltung und ihre angemalten Lippen auf dem Selbstporträt unterscheide sich Sher-Gil deutlich von dieser Darstellung und erwecke den Eindruck einer unabhängigen Persönlichkeit. In ihrem in die Ferne gerichteten Blick sieht Saloni Mathur auch einen Hinweis auf die Sehnsucht Sher-Gils nach Indien, die sie 1933 in der indischen Zeitung The Hindu beschrieben hatte. Auch im Schatten des Mannes, der hinter Sher-Gil zu sehen ist, sieht Saloni Mathur eine Referenz auf Gauguin, da sich dieser in einigen Bildern selbst abgebildet hatte.
Die im Hintergrund des Gemäldes zu sehenden japanischen Motive und Figuren können als Verweis auf den sogenannten Japonismus verstanden werden, also den Einfluss der japanischen Kunst auf die Kunst des Westens und vor allem Frankreichs. Zu den Künstlern, die japanische Motive in ihren Gemälden aufgriffen, gehörte neben Gauguin auch Vincent van Gogh, den Sher-Gil ebenfalls bewunderte. Ein Beispiel dafür ist van Goghs Porträt von Père Tanguy, in dessen Hintergrund japanische Bilder und Drucke zu sehen sind.

## Rezeption
Die Werkreihe Re-take of Amrita des indischen Künstlers Vivan Sundaram, eines Neffen von Amrita Sher-Gil, besteht aus einer Serie von digitalen Schwarzweiß-Fotomontagen. Sie verbinden Fotos, die unter anderem von Umrao Singh Sher-Gil, Amritas Vater, gemacht wurden, mit Gemälden Amrita Sher-Gils. Darunter befindet sich auch die Montage Self as Tahitian, in deren Hintergrund ein Ausschnitt aus Selbstporträt als Tahitianerin zu sehen ist. Den Vordergrund bildet ein Foto, das Amrita Sher-Gil im Badeanzug in Ungarn zeigt. Aufgenommen wurde es 1938 von ihrem ungarischen Cousin und Ehemann Victor Egan.
Selbstporträt als Tahitianerin erschien zudem auf mehreren Büchern, die sich mit dem Leben Amrita Sher-Gils beschäftigen. So zeigt der erste Band eines von Vivan Sundaram herausgegebenen Sammelwerks von Briefen und Schreiben Sher-Gils das Gemälde auf dem Cover. Auch der Roman Der Milchozean des deutschen Autors Richard Weihe, der sich fiktiv mit dem Leben der Künstlerin auseinandersetzt, zeigt auf dem Titelblatt einen Ausschnitt des Gemäldes.